# Палмер (Тексас)
Палмер (енгл. Palmer) град је у америчкој савезној држави Тексас. По попису становништва из 2010. у њему је живело 2.000 становника.

## Демографија
Према попису становништва из 2010. у граду је живело 2.000 становника, што је 226 (12,7%) становника више него 2000. године.
| Група             | 2000.         | 2010.         |
| Белци             | 1.245 (70,2%) | 1.299 (65,0%) |
| Афроамериканци    | 32 (1,8%)     | 49 (2,5%)     |
| Азијати           | 4 (0,2%)      | 4 (0,2%)      |
| Хиспаноамериканци | 467 (26,3%)   | 608 (30,4%)   |
| Укупно            | 1.774         | 2.000         |